# 安西浩
安西 浩（あんざい ひろし、明治34年（1901年）10月6日 - 平成2年（1990年）4月12日）は、日本の実業家。東京瓦斯の最高実力者として20年以上も君臨。日本瓦斯協会会長も務めた。

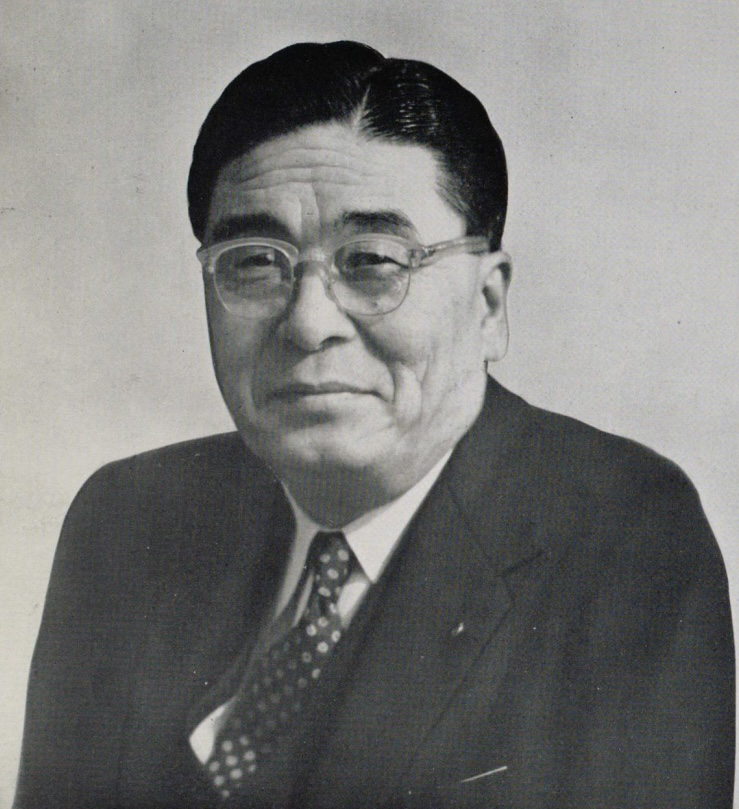
『房総紳士録』（1961年）掲載肖像

安西直一の長男として千葉県夷隅郡清海村（現・勝浦市）に生まれる。。米沢高等工業学校応用科学科を経て1928年（昭和3年）に東北帝国大学法文学部卒業、東京瓦斯に入社。 入社後の1938年（昭和13年）から3度にわたって応召、陸軍主計将校として軍務につく。1946年（昭和21年）に東京瓦斯取締役に就任。以後、1947年（昭和22年）同社常務、1953年（昭和28年）副社長、1967年（昭和42年）社長、1972年（昭和47年）会長、1989年（平成元年）相談役。
昭和電工社長を務めた安西正夫は弟で、「財界でも有名な仲の良い兄弟」。東京瓦斯社長・会長・相談役を務めた安西邦夫は二男。長女和子は首相を務めた佐藤栄作の次男佐藤信二に嫁いだ。

## 人物
五尺八寸・二十四貫の巨漢、柔道八段。「派手で豪放らい落な性格」「豪快でいて、どこか稚気がにおう人柄」と評される。
東京瓦斯では資材購買関係を主に勤め、調度課長、資材部長を歴任。社長在任中に天然ガス導入開始。日米ソ三国共同のシベリア・ヤークチャ天然ガス開発計画のけん引者として国際的にも有名。日本瓦斯協会会長（1968年5月-1986年5月）、東京都公安委員会委員長(1979年10月-1988年9月）、日ソ経済委員会委員長（1984年7月-？）など多くの役職を兼任した。
北海道とも関わりが深く、1957年から1974年まで北海道ガスの社長を務め、その後、会長、取締役、相談役に就任。札幌テレビ放送の設立にも関わり、創立された1958年から1989年まで取締役を務めた。
一方で、「邦夫を社長にするまで私は辞めない」と内外に漏らし、その通り1989年（平成元年）に次男の邦夫を東京ガスの社長に就ける人事を強行した際には、「経営の私物化」「経済界の老害」と批判され、当時東京ガスの筆頭株主であった第一生命の幹部は「まったくけしからん。（中略）もっと力をもっているのがたくさんいるのに…」と憤懣やるかたない様子を示した。自身の後任の社長が相次いで死去したことや、副社長時代が長くその間に派閥争いの弊害を経験した自身の経験から「社内の一本化」を図ったことが、私物化批判を呼ぶ行動に結びついた。
「大の相撲ファン」であり、第45代横綱：若乃花幹士を贔屓とし、若乃花後援会長及び若乃花が二子山部屋を興した際には部屋の後援会会長を務めた。また1957年には日本相撲協会に請われて設立されたばかりの運営審議委員会委員となり、1982年からは第3代委員長を務めた。
宗教は日蓮宗。趣味は旅行、読書、柔道。

## 叙位・叙勲
- 藍綬褒章 昭和37年（1962年）
- 勲一等瑞宝章 昭和46年（1971年）
- 大英帝国勲章CBE 昭和57年（1982年）[12]
- 勲一等旭日大綬章 昭和57年（1982年）

## 家族・親族

### 安西家
安西家は3代前まで遡れば、一般の庶民であった。この家族を語るときは必ず、戦前の新興財閥であった森コンツェルンとの関係を抜きには語れない。安西家と森家の先祖は千葉県興津（現勝浦市）の在で、道路1本へだてた隣同士だった。
後に安西正夫と森矗昶の長女・満江が結婚して親族となるが、その祖父にあたる安西八郎兵衛、森為吉は、勝浦の貧しい一漁師にすぎなかった。明治の中頃、この地方の漁師たちは海岸に流れつく海草の一種カジメを拾い集めるのが割りのいい仕事だった。焼いてヨードと塩化カリをとった。ヨードは傷病兵の治療に使われ、塩化カリは火薬に必要だったため、日清、日露の両戦争でその需要が飛躍的に伸びた。これに目をつけた安西、森の両家は、群小の「拾い屋」をまとめて総房水産株式会社を興した。社長に森為吉、専務に安西直一、常務に森矗昶という布陣であった。両家はいわば、隣同士の関係から共同事業主としての関係へと運命共同体として結びついた。
- 祖父・八郎兵衛（漁師[13]）
- 父・直一（実業家、政治家・千葉県議会議長）
明治5年（1872年）12月生 - 昭和28年（1953年）9月7日没[15]
- 母・まつ（千葉県、佐藤三之助の長女[1]）
明治11年（1878年）1月生[1] - 昭和45年（1972年）2月7日没[16]
- 弟・正夫（実業家・昭和電工会長）
明治37年（1904年）11月生 - 昭和47年（1972年）4月没
同妻・満江（森コンツェルン総帥森矗昶の長女）
- 妻・敏子（実業家・元帝国コークス社長渡辺扶の長女[17]、東京ガス会長渡辺宏の姉[17]）
- 長男・一郎（実業家・昭和アルミニウム社長）
同妻・泰子（東京大学名誉教授、元癌研究会癌研究所所長吉田富三の長女[18]）
- 長女・和子（鉄道官僚、政治家佐藤栄作首相の次男佐藤信二の妻）
- 二男・邦夫（実業家・東京ガス相談役）
同妻・邦子（実業家・日本交通社長川鍋秋蔵の三女[18]）
- 三男・直久
- 四男・直昭
- 五男・直哉